# Shepherd (Teksas)
Shepherd – miasto w Stanach Zjednoczonych, w stanie Teksas, w hrabstwie San Jacinto.